# Mesoleius lapponator
Mesoleius lapponator là một loài tò vò trong họ Ichneumonidae.